# Iolanda di Polonia
Iolanda di Polonia, in ungherese Jolán (1235 – Gniezno, 11 giugno 1298), è stata una principessa e religiosa ungherese, venerata come beata dalla Chiesa cattolica.

## Biografia
Iolanda (Jolanta) nacque in Ungheria nel 1235, da re Béla IV e da sua moglie Maria Laskarina, settima di dieci fratelli (fra i quali si ricordano Kinga e Margherita, entrambe sante, e Stefano, futuro re d'Ungheria).
L'educazione di Iolanda venne affidata a sua sorella Kinga, che aveva sposato Boleslao V di Polonia; da adulta, anche Iolanda sposò un nobile polacco, il duca Boleslao il Pio, dal quale ebbe tre figlie:
- Elisabetta (1263.1304), andata in sposa a Enrico V di Legnica
- Edvige (1266-1339), andata in sposa a Ladislao I di Polonia
- Anna (1278-?), che si fece suora a Stary Sącz

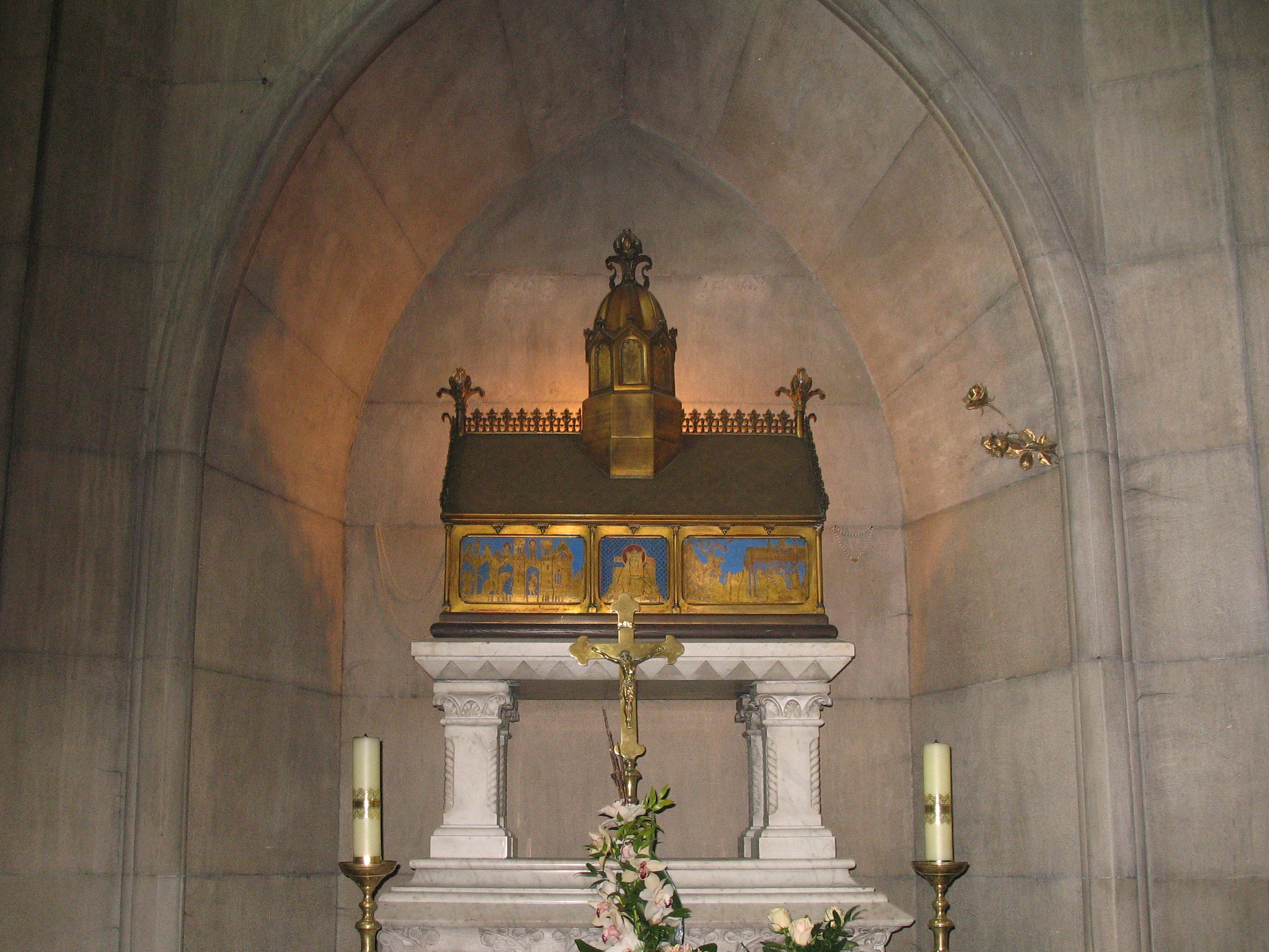
Il reliquiario della beata a Gniezno

Entrata nel terz'ordine francescano, Iolanda si dedicò alla cura dei bisognosi; rimasta vedova nel 1279, si fece monaca clarissa, entrando nello stesso convento dove già si trovavano la figlia Anna e la sorella. Alla morte di Kinga nel 1292, Iolanda si spostò nel convento di Gniezno, che lei stessa aveva fondato in precedenza e di cui fu eletta badessa, per scampare all'invasione dei mongoli. Ivi morì sei anni dopo, nel 1298.

## Culto
Il processo per la beatificazione, avviato nel 1631, fu portato a compimento da papa Leone XII nel 1827, che confermò il culto e concesse ai conventuali e alle clarisse di ricordarla il giorno 15 giugno; papa Leone XIII estese poi la festività a tutte le diocesi della Polonia. 
Oltre che il 15 giugno, Iolanda è commemorata anche l'11 e il 12 giugno, il 3 marzo e, su certi calendari, il 6 marzo.

## Ascendenza
|                         |   |                           | Genitori                 |  |  | Nonni |  |  | Bisnonni            |  |  | Trisnonni          |  |
|                         |   |                           |                          |  |  |       |  |  | Béla III d'Ungheria |  |  | Géza II d'Ungheria |  |
|                         |   |                           |                          |  |  |       |  |  | Béla III d'Ungheria |  |  | Géza II d'Ungheria |  |
|                         |   | Efrosin'ja Mstislavna     |                          |  |  |       |  |  | Béla III d'Ungheria |  |  |                    |  |
| Andrea II d'Ungheria    |   |                           |                          |  |  |       |  |  | Béla III d'Ungheria |  |  |                    |  |
|                         |   | Agnese d'Antiochia        | Rinaldo di Châtillon     |  |  |       |  |  |                     |  |  |                    |  |
|                         |   | Agnese d'Antiochia        | Rinaldo di Châtillon     |  |  |       |  |  |                     |  |  |                    |  |
|                         |   | Agnese d'Antiochia        | Costanza d'Antiochia     |  |  |       |  |  |                     |  |  |                    |  |
| Béla IV d'Ungheria      |   | Agnese d'Antiochia        |                          |  |  |       |  |  |                     |  |  |                    |  |
|                         |   | Bertoldo IV d'Andechs     | Bertoldo I d'Istria      |  |  |       |  |  |                     |  |  |                    |  |
|                         |   | Bertoldo IV d'Andechs     | Bertoldo I d'Istria      |  |  |       |  |  |                     |  |  |                    |  |
|                         |   | Bertoldo IV d'Andechs     | Edvige di Wittelsbach    |  |  |       |  |  |                     |  |  |                    |  |
| Gertrude di Merania     |   | Bertoldo IV d'Andechs     |                          |  |  |       |  |  |                     |  |  |                    |  |
|                         |   | Agnese di Rochlitz        | Dedi III di Lusazia      |  |  |       |  |  |                     |  |  |                    |  |
|                         |   | Agnese di Rochlitz        | Dedi III di Lusazia      |  |  |       |  |  |                     |  |  |                    |  |
|                         |   | Agnese di Rochlitz        | Matilde di Heinsberg     |  |  |       |  |  |                     |  |  |                    |  |
| Iolanda di Polonia      |   | Agnese di Rochlitz        |                          |  |  |       |  |  |                     |  |  |                    |  |
|                         | … | …                         |                          |  |  |       |  |  |                     |  |  |                    |  |
|                         | … | …                         |                          |  |  |       |  |  |                     |  |  |                    |  |
|                         | … | …                         |                          |  |  |       |  |  |                     |  |  |                    |  |
| Teodoro I Lascaris      | … |                           |                          |  |  |       |  |  |                     |  |  |                    |  |
|                         |   | …                         | …                        |  |  |       |  |  |                     |  |  |                    |  |
|                         |   | …                         | …                        |  |  |       |  |  |                     |  |  |                    |  |
|                         |   | …                         | …                        |  |  |       |  |  |                     |  |  |                    |  |
| Maria Lascaris di Nicea |   | …                         |                          |  |  |       |  |  |                     |  |  |                    |  |
|                         |   | Alessio III Angelo        | Andronico Angelo         |  |  |       |  |  |                     |  |  |                    |  |
|                         |   | Alessio III Angelo        | Andronico Angelo         |  |  |       |  |  |                     |  |  |                    |  |
|                         |   | Alessio III Angelo        | Eufrosina Castamonitissa |  |  |       |  |  |                     |  |  |                    |  |
| Anna Comnena Angelina   |   | Alessio III Angelo        |                          |  |  |       |  |  |                     |  |  |                    |  |
|                         |   | Eufrosina Ducena Camatera | Andronico Camatero       |  |  |       |  |  |                     |  |  |                    |  |
|                         |   | Eufrosina Ducena Camatera | Andronico Camatero       |  |  |       |  |  |                     |  |  |                    |  |
|                         |   | Eufrosina Ducena Camatera | …                        |  |  |       |  |  |                     |  |  |                    |  |
|                         |   | Eufrosina Ducena Camatera |                          |  |  |       |  |  |                     |  |  |                    |  |